# Stromerzeugung in Japan
Die Stromerzeugung in Japan deckt den eigenen Bedarf an elektrischer Energie, denn Japan hat keine Stromverbindungen zu anderen Ländern, aber teils zwischen den verschiedenen Inseln. Historisch bedingt sind zwei Netze vorhanden, mit 50 Hertz und mit 60 Hertz, die auf der Hauptinsel DC-gekoppelt sind. 

## Energieträger

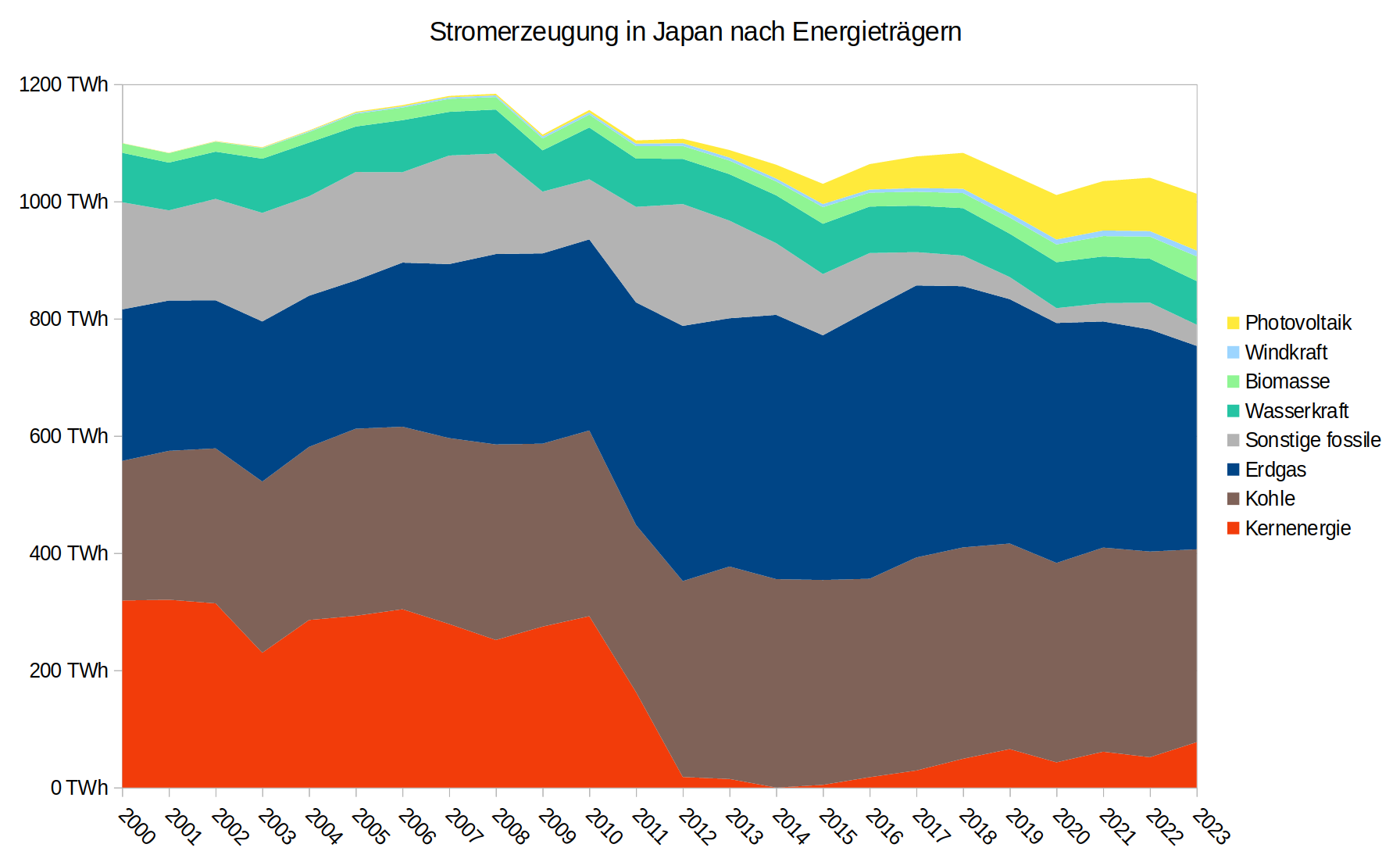
Entwicklung der Stromproduktion nach Energieträger

Der Strom im Jahr 2018 wurde zu 33 % aus Kohle, zu 37 % aus Gas, zu 6 % aus Öl, zu 5 % aus Kernenergie, zu 8 % aus Wasserkraft und zu 11 % aus anderen regenerativen Energiequellen gewonnen.
Eine gravierende Veränderung ergab sich erzeugungs- aber auch abnahmeseitig durch die Tsunami- und Nuklearkatastrophe Fukushima im März 2011, mit und nach der alle Atomkraftwerke Japans dauerhaft oder vorübergehend vom Netz gingen. Der Ausfall des Produktionsanteils von 25 % wurde ausgeglichen mit Gas sowie vorübergehend mit Erdölprodukten. Seit 2012 nimmt auch der Anteil der Erneuerbaren Energien stetig zu und deckt einen Teil des Produktionsausfalls ab. Bereits seit dem Jahr 2000 steigt der Anteil der Kohle an der Stromerzeugung, der Anteil von Erdgas hat sich dagegen seit 2014 auf deutlich erhöhtem Niveau stabilisiert. In den Jahren 2015 und 2018 wurden einige Reaktoren wieder in Betrieb genommen, der Anteil an der Stromproduktion betrug aber nur noch ca. 1 %. Siehe Kernenergie in Japan. 2012 beschloss Japan den Energiesektor umzubauen (Energiewende) und langfristig aus der Kernkraft auszusteigen, ohne jedoch ein Enddatum festzulegen.

## Pro-Kopf-Stromverbrauch
2008 wurde in Japan im Schnitt 8.507 kWh pro Person verbraucht, das war 115 % im Vergleich zum EU15-pro-Kopf-Verbrauch 2008 (EU15: 7.409 kWh/Person) und 95 % im Vergleich zum OECD-Schnitt 2008 (8.991 kWh/Person). Dieser Verbrauch in Japan änderte sich zu 7.519 kWh pro Person im Jahre 2020 und 101 % respektive 84 % der obigen Zahlen.

## Entwicklung

Entwicklung der Stromproduktion nach Energiequelle, 1914–2022

| Jahr | Bruttostromerzeugung |
| ---- | -------------------- |
| 1970 | 359,5 TWh            |
| 1980 | 577,5 TWh            |
| 1990 | 841,1 TWh            |
| 2000 | 1057,9 TWh           |
| 2007 | 1180,1 TWh           |
| 2008 | 1183,7 TWh           |
| 2009 | 1114,0 TWh           |
| 2010 | 1156,0 TWh           |
| 2011 | 1104,2 TWh           |
| 2012 | 1106,9 TWh           |
| 2013 | 1087,8 TWh           |
| 2014 | 1062,7 TWh           |
| 2015 | 1030,1 TWh           |
| 2016 | 1063,7 TWh           |
| 2017 | 1076,9 TWh           |
| 2018 | 1082,9 TWh           |
| 2019 | 1047,4 TWh           |
| 2020 | 1011,0 TWh           |
| 2021 | 1034,7 TWh           |
| 2022 | 1040,6 TWh           |
| 2023 | 1013,3 TWh           |

## Stromnetz

Stromnetz und Netzbetreiber von Japan

Die Netzfrequenz im östlichen Teil Japans ist 50 Hz, im westlichen Teil Japans 60 Hz. Der Unterschied gründet aus der Beschaffung von Generatoren aus Deutschland von AEG im Jahr 1895 für Tokio, die 50 Hz liefern, und von General Electric aus den USA im Jahr 1896 für Osaka, die 60 Hz liefern. Die unterschiedlichen Netze können nicht direkt zusammen geschaltet werden, an der Grenze werden zur elektrischen Energieübertragung HGÜ-Kurzkupplungen (GKK) eingesetzt. Dabei wird eine ähnliche Technologie wie bei Hochspannungs-Gleichstrom-Übertragung (HGÜ) verwendet, im Gegensatz zur HGÜ aber nur auf kurzer Strecke innerhalb der Stromrichterstation. In Summe sind vier Kurzkupplungen mit einer Kupplungsleistung von je 300 MW in Betrieb in den Umspannstationen Shin-Shinano Hendensho (新信濃変電所), Sakuma Shūhasū Henkansho an der Sakuma-Talsperre (佐久間周波数変換所), Minami-Fukumitsu Hendensho (南福光変電所) und der Higashi-Shimizu Frequency Converter in der Umspannstation Higashi-Shimizu Hendensho.
Japan nutzt mit 100 V die niedrigste Netzspannung (in der untersten Netzebene) weltweit. Das impliziert dort eine höhere Verlustleistung, als wenn man den Strom mit höherer Spannung übertragen würde, oder den Bedarf nach mehr Transformatoren.